# Armeniens vetenskapsakademi

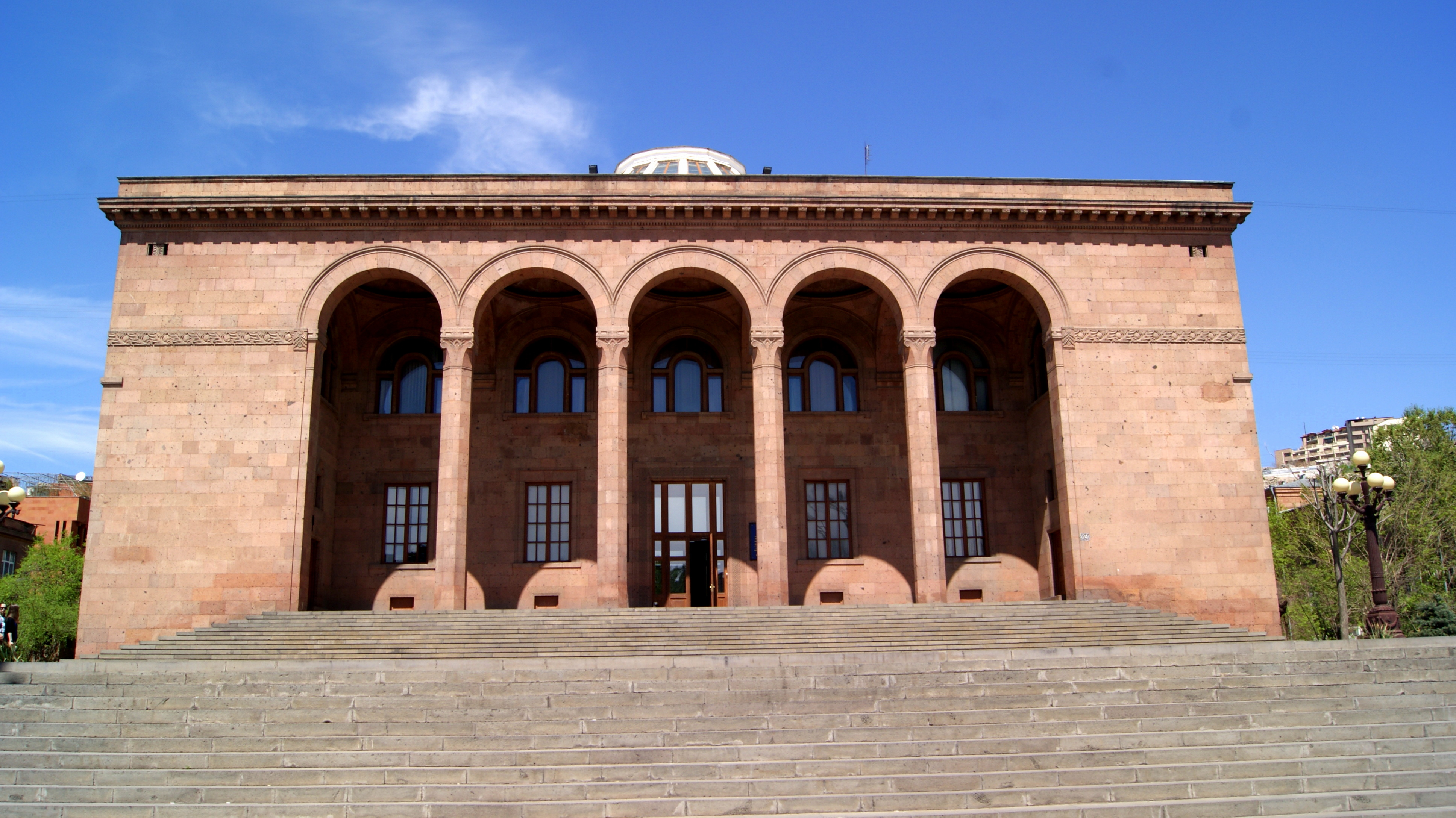
Huvudbyggnaden

Armeniens vetenskapsakademi (armeniska: Հայաստանի Հանրապետության գիտությունների ազգային ակադեմիա, ՀՀ ԳԱԱ, Hayastani Hanrapetut’yan gitut’yunneri azgayin akademia) är Armeniens största institution för att bedriva naturvetenskaplig och samhällsvetenskaplig forskning. 
Vetenskapsakademin grundades i november 1943 på basis av den armeniska grenen av Sovjetunionens vetenskapsakademi, vilken hade grundats 1935.
Under Armeniens vetenskapsakademi ligger bland annat Botaniska institutet i Jerevan, som driver Jerevans botaniska trädgård.
Huvudbyggnaden uppfördes 1939 och ritades av Samvel Safarjan (1902–1969), tillsammans med Mark Vladimirovitj Grigorian (1900–1978).